# Dariusz Kmiecik
Dariusz Kmiecik (ur. 28 listopada 1980 w Chorzowie, zm. 23 października 2014 w Katowicach) − polski dziennikarz telewizyjny, reporter Faktów TVN.

## Życiorys
Absolwent III Liceum Ogólnokształcącego w Chorzowie im. Stefana Batorego. Ukończył socjologię na Uniwersytecie Śląskim. Pracę dziennikarza rozpoczął w telewizji w 2001 roku od praktyk w TVP Katowice. Tam relacjonował, między innymi, katastrofę hali MTK oraz pielgrzymkę Benedykta XVI do Bawarii.
W listopadzie 2006 roku trafił do redakcji Faktów TVN. W stacji został odpowiedzialny za relacje ze Śląska. W 2013 reportaż jego autorstwa o Arturze Hajzerze nagrodzony został na 11. Krakowskim Festiwalu Filmów Górskich (II nagroda Artur Hajzer. Subiektywnie). Reportaż otrzymał również nagrodę publiczności. W 2014 reportaż o Hajzerze otrzymał również II nagrodę na Ogólnopolskim Konkursie Dziennikarskim imienia Krystyny Bochenek.
23 października 2014 zginął, wraz z żoną Brygidą Frosztęgą-Kmiecik (dziennikarką TVP Katowice) i dwuletnim synem, pod gruzami kamienicy u zbiegu ulic Chopina i Sokolskiej w Katowicach, która zawaliła się w wyniku wybuchu gazu. Na wniosek Krajowej Rady Radiofonii i Telewizji prezydent Polski Bronisław Komorowski odznaczył pośmiertnie Dariusza Kmiecika Złotym Krzyżem Zasługi. Dziennikarza, wraz z żoną i synem, pochowano 28 października 2014 na Centralnym Cmentarzu Komunalnym w Katowicach.
Prywatnie był kibicem Ruchu Chorzów.
Od 2016 roku przyznawana jest Nagroda imienia Dariusza Kmiecika za najlepszy reportaż roku. Laureat wybierany jest spośród dziennikarzy „Faktów” TVN, TVN24 i tvn24.pl.